# ALL (Descendents)
ALL è il quarto album pubblicato dalla punk band californiana Descendents, edito nel 1987 dalla SST Records

## Tracce
1. All – 0:05
2. Coolidge – 2:35
3. No! All – 0:05
4. Van – 2:55
5. Cameage – 3:03
6. Impressions – 3:02
7. Iceman – 3:05
8. Jealous Of The World – 4:00
9. Clean Sheets – 3:09
10. Pep Talk – 3:00
11. ALL-O-Gistics – 3:00
12. Schizophrenia – 6:46
13. Uranus – 2:14

## Formazione
- Milo Aukerman - voce
- Stephen Egerton - chitarra
- Karl Alvarez - basso
- Bill Stevenson - batteria